# 毛萼素馨
毛萼素馨（学名：[Jasminum pilosicalyx] 错误：{{Lang}}：文本有斜体标记（帮助））是木犀科素馨属的植物，是中国的特有植物。分布在中国大陆的海南等地，生长于海拔400米的地区，常生于林中，目前尚未由人工引种栽培。

## 异名
- Jasminum pilosicalyx kobusi